# Vízcsap

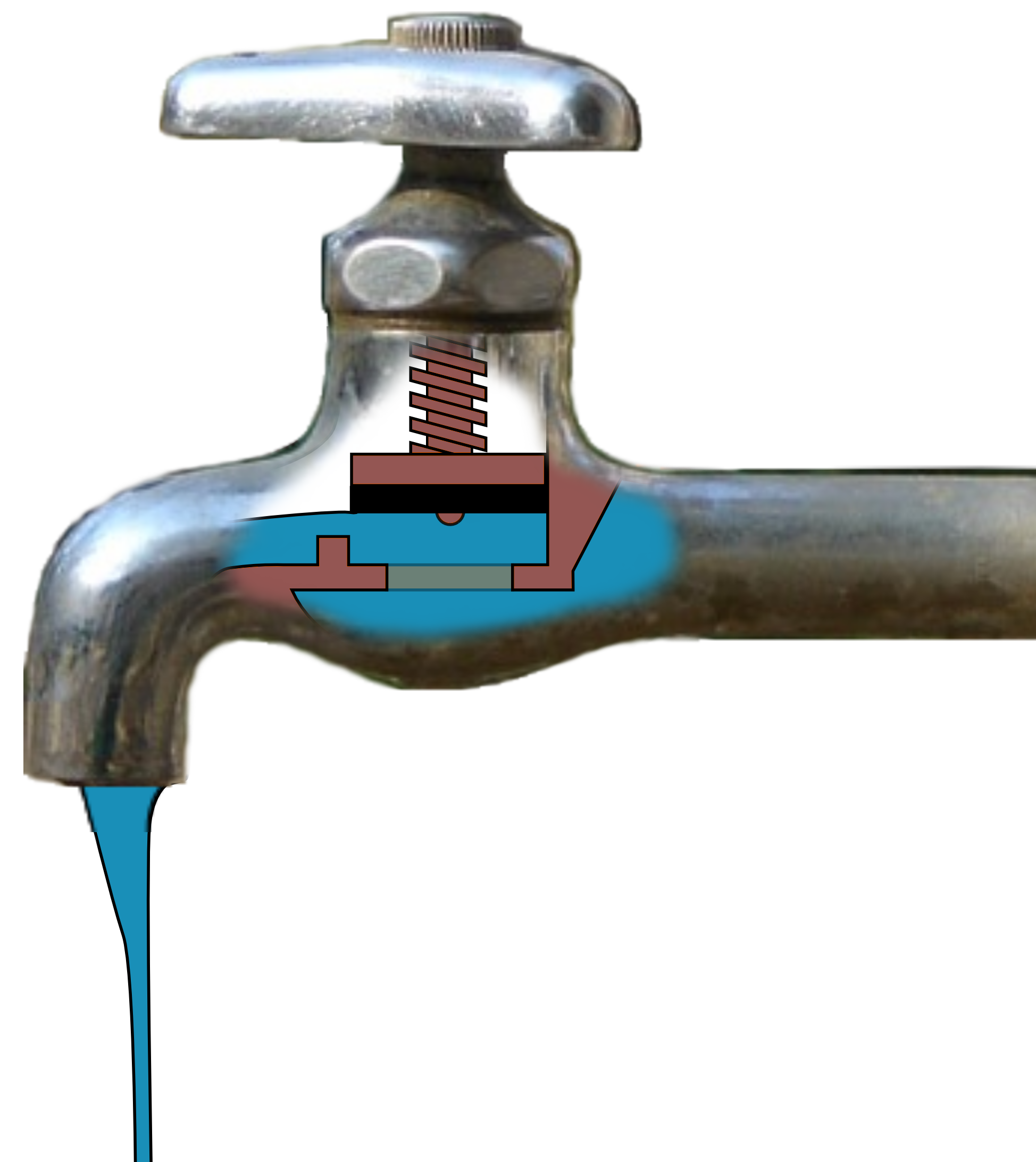
A vízcsap (szelep) szerkezete

A vízcsap a háztartásokban, fürdőszobában és konyhában, a hideg és meleg víz megnyitására, elzárására, az áramló mennyiség és a hideg meleg víz arányának (a kiömlő víz hőmérsékletének) szabályozására szolgáló csőszerelvény.
A vízcsapok egy része tulajdonképpen nem csap, hanem szelep (mint az ábrán látható szerelvény is). Ezeknél a zárótest az ülékre merőleges irányban mozdul el. A szelepeknél finoman be lehet szabályozni a kiömlő víz mennyiségét, de viszonylag nagy erő szükséges zárásukhoz, és elzárás után csöpögésre hajlamosak. Gyakran észlelt erős zajjal járó jelenség, hogy lelazult záróelem erős rezgésekre kényszeríti a vízvezetéket.

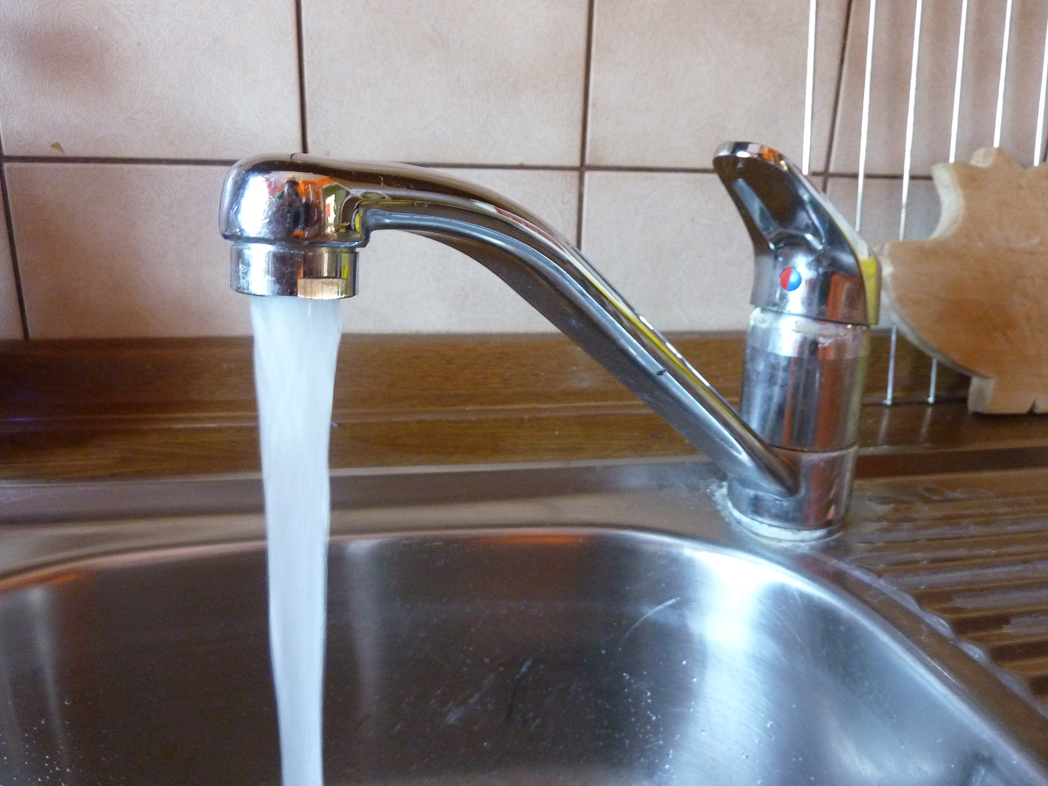
Korszerű gömbcsap

Az újabb vízcsapok konstrukciója igen változatos. Előrelépést jelent a kerámiatárcsás vízcsap, melynél a záróelem és üléke igen kopásálló keramikus anyagból készül. Ez a vízcsap szintén nem csap, hanem leginkább tolattyúnak nevezhető. Léteznek termosztátos, sőt elektronikával is szabályozott vízcsapok, melyeknél a kifolyó víz hőmérséklete azonnal az előre beállított értékkel lesz egyenlő.
A korszerű vízcsapok élettartama sokkal hosszabb elődeiknél, szerkezetük kiküszöböli a szerelvény csöpögését.  Keverő csaptelep esetén, melyeknél a bejövő hideg és meleg víz keverésével szabályozzák a kifolyó vízhőmérsékletet, némely csapnál előre beállítható. Újbóli használat során a vízcsap "emlékszik" a korábban beállított hideg-meleg víz arányra.
Kórházi műtőkben olyan vízcsapokat használnak, melyek nyitása-zárása hosszú kar segítségével történik, hogy a már steril kéz ne fertőződjön meg újból az elzáró kar, vagy kerék megfogásakor. Az ilyen vízcsapokat általában könyökkel nyitják. Nyilvános illemhelyeken, szabad téri ivókutaknál olyan vízcsapokat is alkalmaznak, melyeknél a csapot egy rugó önműködően elzárja bizonyos késedelmi idő után, hogy a nyitva felejtett csapokon a felesleges vízfolyást elkerüljék. Igényesebb megoldás, ha mozgásérzékelő zárja le a már nem használt vízcsapot.